# حزن منعزل
حزن منعزل (بالإنجليزية: A Solitary Grief)‏ هي رواية للكاتبة البريطانية برنيس روبنز، نشرت عام 1991، عن دار نشر سنكلير ستيفنسون.